# TJ Čechie Zastávka
Tělovýchovná jednota Čechie Zastávka je český fotbalový klub ze Zastávky v okrese Brno-venkov, který byl založen roku 1907 jako Sportovní kroužek Jupiter Boží Požehnání. Klubovými barvami jsou modrá a bílá. Od sezony 2015/16 hraje I. A třídu Jihomoravského kraje (6. nejvyšší soutěž).
Průkopníkem kopané v obci byl Teofil Hegner (26. října 1892, Boží Požehnání (dnes Zastávka) – 24. dubna 1980), který propagoval rovněž lehkou atletiku. Byl jedním ze zakladatelů fotbalového klubu, jeho hráčem a dlouholetým funkcionářem. Trenérem klubu byl v minulosti např. Antonín Lukáš, bývalý prvoligový fotbalista Zbrojovky Brno. V klubu začínal mj. Petr Baštař.
Klub své domácí zápasy odehrává na hřišti TJ Čechie Zastávka.

## Historické názvy
Zdroj: 
- 1907 – SK Jupiter Boží Požehnání (Sportovní kroužek Jupiter Boží Požehnání)
- 1909 – SK Fortuna Boží Požehnání (Sportovní kroužek Fortuna Boží Požehnání)
- 1919 – SK Čechie Boží Požehnání (Sportovní klub Čechie Boží Požehnání)
- 1920 – SK Čechie Zastávka (Sportovní klub Čechie Zastávka)
- 1948 – JTO Sokol Zastávka (Jednotná tělovýchovná organisace Sokol Zastávka)
- 1953 – DSO Baník Zastávka (Dobrovolná sportovní organisace Baník Zastávka)
- 1957 – TJ Baník Zastávka (Tělovýchovná jednota Baník Čechie Zastávka)
- 1967 – TJ Čechie Zastávka (Tělovýchovná jednota Čechie Zastávka)
- 2016 – TJ Čechie Zastávka, z. s. (Tělovýchovná jednota Čechie Zastávka, zapsaný spolek)

## Umístění v jednotlivých sezonách
Legenda: Z – zápasy, V – výhry, R – remízy, P – porážky, VG – vstřelené góly, OG – obdržené góly, +/− – rozdíl skóre, B – body, červené podbarvení – sestup, zelené podbarvení – postup, fialové podbarvení – reorganizace, změna skupiny či soutěže
| Československo (1935 – 1939)             |                                                             |                                                             |                                                             |                                                             |                                                             |                                                             |                                                             |                                                             |                                                             |                                                             |                                                             |
| Sezóny                                   | Liga                                                        | Úroveň                                                      | Z                                                           | V                                                           | R                                                           | P                                                           | VG                                                          | OGlk                                                        | +/−                                                         | B                                                           | Pozice                                                      |
| 1935/36                                  | I. B třída BZMŽF – III. okrsek                              | 4                                                           | 14                                                          | 6                                                           | 0                                                           | 8                                                           | 32                                                          | 31                                                          | +1                                                          | 12                                                          | 6.                                                          |
| ...                                      |                                                             |                                                             |                                                             |                                                             |                                                             |                                                             |                                                             |                                                             |                                                             |                                                             |                                                             |
| Protektorát Čechy a Morava (1939 – 1945) |                                                             |                                                             |                                                             |                                                             |                                                             |                                                             |                                                             |                                                             |                                                             |                                                             |                                                             |
| Sezóny                                   | Liga                                                        | Úroveň                                                      | Z                                                           | V                                                           | R                                                           | P                                                           | VG                                                          | OG                                                          | +/−                                                         | B                                                           | Pozice                                                      |
| ...                                      |                                                             |                                                             |                                                             |                                                             |                                                             |                                                             |                                                             |                                                             |                                                             |                                                             |                                                             |
| 1942/43                                  | I. B třída BZMŽF – II. okrsek                               | 4                                                           | 26                                                          | ...                                                         | ...                                                         | ...                                                         | ...                                                         | ...                                                         | ...                                                         |                                                             |                                                             |
| ...                                      |                                                             |                                                             |                                                             |                                                             |                                                             |                                                             |                                                             |                                                             |                                                             |                                                             |                                                             |
| 1944/45                                  | Končila druhá světová válka, pravidelné soutěže se nehrály. | Končila druhá světová válka, pravidelné soutěže se nehrály. | Končila druhá světová válka, pravidelné soutěže se nehrály. | Končila druhá světová válka, pravidelné soutěže se nehrály. | Končila druhá světová válka, pravidelné soutěže se nehrály. | Končila druhá světová válka, pravidelné soutěže se nehrály. | Končila druhá světová válka, pravidelné soutěže se nehrály. | Končila druhá světová válka, pravidelné soutěže se nehrály. | Končila druhá světová válka, pravidelné soutěže se nehrály. | Končila druhá světová válka, pravidelné soutěže se nehrály. | Končila druhá světová válka, pravidelné soutěže se nehrály. |
| Československo (1945 – 1993)             |                                                             |                                                             |                                                             |                                                             |                                                             |                                                             |                                                             |                                                             |                                                             |                                                             |                                                             |
| Sezóny                                   | Liga                                                        | Úroveň                                                      | Z                                                           | V                                                           | R                                                           | P                                                           | VG                                                          | OG                                                          | +/−                                                         | B                                                           | Pozice                                                      |
| 1945/46                                  | I. B třída BZMŽF – II. okrsek                               | 4                                                           | 24                                                          | 11                                                          | 2                                                           | 11                                                          | 65                                                          | 74                                                          | −9                                                          | 24                                                          | 7.                                                          |
| 1946/47                                  | I. B třída BZMŽF – II. okrsek                               | 4                                                           | 22                                                          | 12                                                          | 3                                                           | 7                                                           | 88                                                          | 50                                                          | +38                                                         | 27                                                          | 3.                                                          |
| 1947/48                                  | I. B třída BZMŽF – II. okrsek                               | 4                                                           | 21                                                          | 10                                                          | 1                                                           | 10                                                          | 61                                                          | 53                                                          | +8                                                          | 21                                                          | 7.                                                          |
| 1948                                     | I. B třída ZMŽF – okrsek II                                 | 5                                                           | 11                                                          | 9                                                           | 1                                                           | 1                                                           | 35                                                          | 16                                                          | +19                                                         | 19                                                          | 1.                                                          |
| ...                                      |                                                             |                                                             |                                                             |                                                             |                                                             |                                                             |                                                             |                                                             |                                                             |                                                             |                                                             |
| 1957/58                                  | I. B třída Brněnského kraje – sk. C                         | 5                                                           | 33                                                          | 12                                                          | 2                                                           | 19                                                          | 85                                                          | 107                                                         | −22                                                         | 26                                                          | 10.                                                         |
| 1958/59                                  | I. B třída Brněnského kraje – sk. C                         | 5                                                           | 22                                                          | 11                                                          | 1                                                           | 10                                                          | 55                                                          | 49                                                          | +6                                                          | 23                                                          | 5.                                                          |
| 1959/60                                  | I. B třída Brněnského kraje – sk. C                         | 5                                                           | 22                                                          | 14                                                          | 4                                                           | 4                                                           | 61                                                          | 39                                                          | +22                                                         | 32                                                          | 1.                                                          |
| 1960/61                                  | I. třída Jihomoravského kraje – sk. A                       | 4                                                           | 26                                                          | 9                                                           | 4                                                           | 13                                                          | 63                                                          | 63                                                          | 0                                                           | 22                                                          | 10.                                                         |
| 1961/62                                  | I. třída Jihomoravského kraje – sk. A                       | 4                                                           | 26                                                          | 7                                                           | 6                                                           | 13                                                          | 51                                                          | 56                                                          | −5                                                          | 20                                                          | 11.                                                         |
| 1962/63                                  | I. třída Jihomoravského kraje – sk. A                       | 4                                                           | 26                                                          | 13                                                          | 6                                                           | 7                                                           | 57                                                          | 46                                                          | +11                                                         | 32                                                          | 6.                                                          |
| 1963/64                                  | I. A třída Jihomoravského kraje – sk. A                     | 4                                                           | 26                                                          | 8                                                           | 3                                                           | 15                                                          | 31                                                          | 70                                                          | −39                                                         | 19                                                          | 12.                                                         |
| 1964/65                                  | I. B třída Jihomoravského kraje – sk. E                     | 5                                                           | 22                                                          | 6                                                           | 1                                                           | 15                                                          | 26                                                          | 54                                                          | −28                                                         | 13                                                          | 12.                                                         |
| ...                                      |                                                             |                                                             |                                                             |                                                             |                                                             |                                                             |                                                             |                                                             |                                                             |                                                             |                                                             |
| 1976/77                                  | Okresní přebor Brno-venkov                                  | 8                                                           | 26                                                          | 12                                                          | 8                                                           | 6                                                           | 48                                                          | 33                                                          | +15                                                         | 32                                                          | 4.                                                          |
| 1977/78                                  | Okresní přebor Brno-venkov                                  | 7                                                           | 26                                                          | 10                                                          | 5                                                           | 11                                                          | 49                                                          | 50                                                          | −1                                                          | 25                                                          | 8.                                                          |
| 1978/79                                  | Okresní přebor Brno-venkov                                  | 7                                                           | 26                                                          | 15                                                          | 8                                                           | 3                                                           | 61                                                          | 34                                                          | +27                                                         | 38                                                          | 1.                                                          |
| 1979/80                                  | I. B třída Jihomoravského kraje                             | 6                                                           | 30                                                          | 11                                                          | 6                                                           | 13                                                          | 56                                                          | 51                                                          | +5                                                          | 28                                                          | 11.                                                         |
| 1980/81                                  | I. B třída Jihomoravského kraje                             | 6                                                           | 30                                                          | 7                                                           | 5                                                           | 18                                                          | 41                                                          | 57                                                          | −16                                                         | 19                                                          | 16.                                                         |
| 1981/82                                  | Okresní přebor Brno-venkov                                  | 8                                                           | 26                                                          | 14                                                          | 4                                                           | 8                                                           | 60                                                          | 29                                                          | +31                                                         | 32                                                          | 2.                                                          |
| 1982/83                                  | Okresní přebor Brno-venkov                                  | 8                                                           | 26                                                          | 12                                                          | 5                                                           | 9                                                           | 47                                                          | 34                                                          | +13                                                         | 29                                                          | 3.                                                          |
| 1983/84                                  | Okresní přebor Brno-venkov – sk. B                          | 7                                                           | 22                                                          | 14                                                          | 4                                                           | 4                                                           | 60                                                          | 22                                                          | +38                                                         | 32                                                          | 2.                                                          |
| 1984/85                                  | Okresní přebor Brno-venkov – sk. B                          | 7                                                           | 22                                                          | 13                                                          | 5                                                           | 4                                                           | 66                                                          | 32                                                          | +34                                                         | 31                                                          | 1.                                                          |
| 1985/86                                  | Okresní přebor Brno-venkov – sk. B                          | 7                                                           | 22                                                          | 16                                                          | 3                                                           | 3                                                           | 65                                                          | 26                                                          | +39                                                         | 35                                                          | 1.                                                          |
| 1986/87                                  | I. B třída Jihomoravského kraje – sk. C                     | 7                                                           | 26                                                          | 11                                                          | 7                                                           | 8                                                           | 31                                                          | 30                                                          | +1                                                          | 29                                                          | 4.                                                          |
| 1987/88                                  | I. B třída Jihomoravského kraje – sk. C                     | 7                                                           | 26                                                          | 6                                                           | 4                                                           | 16                                                          | 31                                                          | 43                                                          | −12                                                         | 16                                                          | 13.                                                         |
| 1988/89                                  | Okresní přebor Brno-venkov                                  | 8                                                           | 26                                                          | 10                                                          | 7                                                           | 9                                                           | 37                                                          | 32                                                          | +5                                                          | 27                                                          | 5.                                                          |
| 1989/90                                  | Okresní přebor Brno-venkov                                  | 8                                                           | 26                                                          | 10                                                          | 8                                                           | 8                                                           | 42                                                          | 32                                                          | +10                                                         | 28                                                          | 5.                                                          |
| 1990/91                                  | Okresní přebor Brno-venkov                                  | 8                                                           | 26                                                          | 16                                                          | 6                                                           | 4                                                           | 52                                                          | 28                                                          | +24                                                         | 38                                                          | 1.                                                          |
| 1991/92                                  | I. B třída Jihomoravské župy – sk. A                        | 7                                                           | 26                                                          | 16                                                          | 4                                                           | 6                                                           | 80                                                          | 44                                                          | +36                                                         | 36                                                          | 2.                                                          |
| 1992/93                                  | I. B třída Jihomoravské župy – sk. A                        | 7                                                           | 26                                                          | 17                                                          | 1                                                           | 8                                                           | 53                                                          | 38                                                          | +15                                                         | 35                                                          | 2.                                                          |
| Česko (1993 – )                          |                                                             |                                                             |                                                             |                                                             |                                                             |                                                             |                                                             |                                                             |                                                             |                                                             |                                                             |
| Sezóny                                   | Liga                                                        | Úroveň                                                      | Z                                                           | V                                                           | R                                                           | P                                                           | VG                                                          | OG                                                          | +/−                                                         | B                                                           | Pozice                                                      |
| 1993/94                                  | I. B třída Jihomoravské župy – sk. B                        | 7                                                           | 26                                                          | 10                                                          | 3                                                           | 13                                                          | 37                                                          | 57                                                          | −20                                                         | 23                                                          | 12.                                                         |
| 1994/95                                  | I. B třída Jihomoravské župy – sk. B                        | 7                                                           | 26                                                          | 9                                                           | 4                                                           | 13                                                          | 40                                                          | 49                                                          | −9                                                          | 31                                                          | 8.                                                          |
| 1995/96                                  | I. B třída Jihomoravské župy – sk. A                        | 7                                                           | 26                                                          | 9                                                           | 6                                                           | 11                                                          | 28                                                          | 40                                                          | −12                                                         | 33                                                          | 8.                                                          |
| 1996/97                                  | I. B třída Jihomoravské župy – sk. A                        | 7                                                           | 26                                                          | 14                                                          | 3                                                           | 9                                                           | 48                                                          | 47                                                          | +1                                                          | 45                                                          | 3.                                                          |
| 1997/98                                  | I. B třída Jihomoravské župy – sk. B                        | 7                                                           | 26                                                          | 11                                                          | 1                                                           | 14                                                          | 54                                                          | 49                                                          | +5                                                          | 34                                                          | 5.                                                          |
| 1998/99                                  | I. B třída Jihomoravské župy – sk. B                        | 7                                                           | 26                                                          | 11                                                          | 6                                                           | 9                                                           | 43                                                          | 41                                                          | +2                                                          | 39                                                          | 4.                                                          |
| 1999/00                                  | I. B třída Jihomoravské župy – sk. B                        | 7                                                           | 26                                                          | 8                                                           | 4                                                           | 14                                                          | 34                                                          | 56                                                          | −22                                                         | 28                                                          | 13.                                                         |
| 2000/01                                  | Okresní přebor Brno-venkov                                  | 8                                                           | 30                                                          | 15                                                          | 6                                                           | 9                                                           | 62                                                          | 34                                                          | +28                                                         | 51                                                          | 4.                                                          |
| 2001/02                                  | I. B třída Jihomoravské župy – sk. B                        | 7                                                           | 26                                                          | 12                                                          | 2                                                           | 12                                                          | 35                                                          | 36                                                          | −1                                                          | 38                                                          | 6.                                                          |
| 2002/03                                  | I. B třída Jihomoravského kraje – sk. B                     | 7                                                           | 26                                                          | 9                                                           | 11                                                          | 6                                                           | 31                                                          | 24                                                          | +7                                                          | 38                                                          | 6.                                                          |
| 2003/04                                  | I. B třída Jihomoravského kraje – sk. A                     | 7                                                           | 26                                                          | 11                                                          | 9                                                           | 6                                                           | 30                                                          | 24                                                          | +6                                                          | 42                                                          | 3.                                                          |
| 2004/05                                  | I. B třída Jihomoravského kraje – sk. B                     | 7                                                           | 26                                                          | 13                                                          | 5                                                           | 8                                                           | 52                                                          | 26                                                          | +26                                                         | 44                                                          | 3.                                                          |
| 2005/06                                  | I. B třída Jihomoravského kraje – sk. B                     | 7                                                           | 26                                                          | 13                                                          | 7                                                           | 6                                                           | 63                                                          | 31                                                          | +32                                                         | 46                                                          | 4.                                                          |
| 2006/07                                  | I. B třída Jihomoravského kraje – sk. B                     | 7                                                           | 26                                                          | 9                                                           | 9                                                           | 8                                                           | 40                                                          | 42                                                          | −2                                                          | 36                                                          | 7.                                                          |
| 2007/08                                  | I. B třída Jihomoravského kraje – sk. B                     | 7                                                           | 26                                                          | 12                                                          | 4                                                           | 10                                                          | 50                                                          | 45                                                          | +5                                                          | 40                                                          | 5.                                                          |
| 2008/09                                  | I. B třída Jihomoravského kraje – sk. B                     | 7                                                           | 26                                                          | 13                                                          | 6                                                           | 7                                                           | 74                                                          | 53                                                          | +21                                                         | 45                                                          | 4.                                                          |
| 2009/10                                  | I. B třída Jihomoravského kraje – sk. B                     | 7                                                           | 26                                                          | 11                                                          | 5                                                           | 10                                                          | 47                                                          | 42                                                          | +5                                                          | 38                                                          | 6.                                                          |
| 2010/11                                  | I. B třída Jihomoravského kraje – sk. B                     | 7                                                           | 26                                                          | 10                                                          | 8                                                           | 8                                                           | 47                                                          | 44                                                          | +3                                                          | 38                                                          | 5.                                                          |
| 2011/12                                  | I. B třída Jihomoravského kraje – sk. B                     | 7                                                           | 26                                                          | 10                                                          | 3                                                           | 13                                                          | 51                                                          | 58                                                          | −7                                                          | 33                                                          | 10.                                                         |
| 2012/13                                  | I. B třída Jihomoravského kraje – sk. B                     | 7                                                           | 26                                                          | 8                                                           | 8                                                           | 10                                                          | 45                                                          | 55                                                          | −10                                                         | 32                                                          | 10.                                                         |
| 2013/14                                  | I. B třída Jihomoravského kraje – sk. B                     | 7                                                           | 26                                                          | 14                                                          | 4                                                           | 8                                                           | 63                                                          | 43                                                          | +20                                                         | 46                                                          | 4.                                                          |
| 2014/15                                  | I. B třída Jihomoravského kraje – sk. B                     | 7                                                           | 26                                                          | 19                                                          | 3                                                           | 4                                                           | 80                                                          | 27                                                          | +53                                                         | 60                                                          | 1.                                                          |
| 2015/16                                  | I. A třída Jihomoravského kraje – sk. A                     | 6                                                           | 26                                                          | 11                                                          | 5                                                           | 10                                                          | 49                                                          | 49                                                          | 0                                                           | 38                                                          | 7.                                                          |
| 2016/17                                  | I. A třída Jihomoravského kraje – sk. A                     | 6                                                           | 26                                                          | 10                                                          | 4                                                           | 12                                                          | 52                                                          | 59                                                          | −7                                                          | 34                                                          | 8.                                                          |
| 2017/18                                  | I. A třída Jihomoravského kraje – sk. A                     | 6                                                           | 26                                                          | 8                                                           | 5                                                           | 13                                                          | 42                                                          | 50                                                          | −8                                                          | 29                                                          | 10.                                                         |
| 2018/19                                  | I. A třída Jihomoravského kraje – sk. A                     | 6                                                           | 26                                                          | 11                                                          | 3                                                           | 12                                                          | 45                                                          | 56                                                          | -11                                                         | 36                                                          | 7.                                                          |
| 2019/20                                  | I. A třída Jihomoravského kraje – sk. A                     | 6                                                           | 13                                                          | 7                                                           | 4                                                           | 2                                                           | 24                                                          | 14                                                          | +10                                                         | 25                                                          | 3.                                                          |
| 2020/21                                  | I. A třída Jihomoravského kraje – sk. A                     | 6                                                           | 10                                                          | 1                                                           | 4                                                           | 5                                                           | 12                                                          | 18                                                          | -6                                                          | 7                                                           | 12.                                                         |
| 2021/22                                  | I. A třída Jihomoravského kraje – sk. A                     | 6                                                           | 26                                                          | 16                                                          | 6                                                           | 4                                                           | 95                                                          | 31                                                          | +64                                                         | 54                                                          | 2.                                                          |
| 2022/23                                  | I. A třída Jihomoravského kraje – sk. A                     | 6                                                           | 26                                                          | 16                                                          | 6                                                           | 4                                                           | 67                                                          | 37                                                          | +30                                                         | 54                                                          | 3.                                                          |
| 2023/24                                  | I. A třída Jihomoravského kraje – sk. A                     | 6                                                           | 26                                                          | 9                                                           | 5                                                           | 12                                                          | 42                                                          | 53                                                          | -11                                                         | 32                                                          | 9.                                                          |
| 2024/25                                  | 6. liga JmKFS – sk. A                                       | 6                                                           | 26                                                          | 11                                                          | 4                                                           | 11                                                          | 46                                                          | 38                                                          | +8                                                          | 37                                                          | 8.                                                          |

Poznámky:
- 1947/48: Soutěž začalo 11 mužstev a 12. účastník SK Ořechovičky hrál pouze na jaře 1948.[11]
- 1957/58: Tento ročník byl hrán tříkolově (jaro 1957, podzim 1957 a jaro 1958) z důvodu přechodu zpět na hrací systém podzim–jaro od sezony 1958/59. V období 1949–1956 se hrálo systémem jaro–podzim dle sovětského vzoru.[14] Archiv sezon TJ Baník Zbýšov uvádí bilanci 11 výher, 2 remízy, 20 proher a skóre 84:107,[14] v Rovnosti je 12 výher, 2 remízy a 19 proher při skóre 85:107.[15]
- 2000/01: Zastávečtí postoupili mimořádně.[32]
- 2019/20 a 2020/21: Tyto sezony byly předčasně ukončeny z důvodu pandemie covidu-19 v Česku.

## TJ Čechie Zastávka „B“
TJ Čechie Zastávka „B“ je rezervním týmem Zastávky, který se pohybuje v okresních soutěžích Brněnska. Na podzim 2013 se ze soutěže odhlásil a jeho výsledky byly anulovány. V roce 2023 byl přihlášen do Základní třídy okresu Brno-venkov.

### Umístění v jednotlivých sezonách
Legenda: Z – zápasy, V – výhry, R – remízy, P – porážky, VG – vstřelené góly, OG – obdržené góly, +/− – rozdíl skóre, B – body, červené podbarvení – sestup, zelené podbarvení – postup, fialové podbarvení – reorganizace, změna skupiny či soutěže
| Československo (1976 – 1993) |                                         |        |                                                                    |                                                                    |                                                                    |                                                                    |                                                                    |                                                                    |                                                                    |                                                                    |                                                                    |                                                                    |                                                                    |
| Sezóny                       | Liga                                    | Úroveň | Z                                                                  | V                                                                  | R                                                                  | P                                                                  | VG                                                                 | OG                                                                 | +/−                                                                | B                                                                  | Pozice                                                             |                                                                    |                                                                    |
| 1976/77                      | Okresní soutěž Brno-venkov              | 9      | 26                                                                 | 7                                                                  | 5                                                                  | 14                                                                 | 48                                                                 | 33                                                                 | +15                                                                | 19                                                                 | 13.                                                                |                                                                    |                                                                    |
| 1977/78                      | Okresní soutěž Brno-venkov              | 8      | 26                                                                 | 7                                                                  | 6                                                                  | 13                                                                 | 33                                                                 | 49                                                                 | −16                                                                | 20                                                                 | 13.                                                                |                                                                    |                                                                    |
| 1978/79                      | Okresní soutěž Brno-venkov              | 8      | 26                                                                 | ...                                                                | ...                                                                | ...                                                                | 25                                                                 | 48                                                                 | −23                                                                | 19                                                                 | 11.                                                                |                                                                    |                                                                    |
| 1979/80                      | Okresní soutěž Brno-venkov              | 8      | 26                                                                 | 9                                                                  | 6                                                                  | 11                                                                 | 37                                                                 | 54                                                                 | −17                                                                | 24                                                                 | 9.                                                                 |                                                                    |                                                                    |
| 1980/81                      | Základní třída Brno-venkov              | 9      |                                                                    | ...                                                                | ...                                                                | ...                                                                | ...                                                                | ...                                                                | ...                                                                |                                                                    |                                                                    |                                                                    |                                                                    |
| 1981/82                      | Základní třída Brno-venkov – sk. D      | 10     |                                                                    | ...                                                                | ...                                                                | ...                                                                | ...                                                                | ...                                                                | ...                                                                | 12                                                                 |                                                                    |                                                                    |                                                                    |
| 1982/83                      | Okresní soutěž Brno-venkov – sk. D      | 9      | 20                                                                 | 8                                                                  | 5                                                                  | 7                                                                  | 34                                                                 | 46                                                                 | −12                                                                | 21                                                                 | 5.                                                                 |                                                                    |                                                                    |
| 1983/84                      | Okresní soutěž Brno-venkov – sk. D      | 8      | 20                                                                 | 6                                                                  | 0                                                                  | 14                                                                 | 29                                                                 | 53                                                                 | −24                                                                | 12                                                                 | 10.                                                                |                                                                    |                                                                    |
| 1984/85                      | Okresní soutěž Brno-venkov – sk. D      | 8      | 22                                                                 | 8                                                                  | 6                                                                  | 8                                                                  | 45                                                                 | 45                                                                 | 0                                                                  | 22                                                                 | 7.                                                                 |                                                                    |                                                                    |
| 1985/86                      | Okresní soutěž Brno-venkov – sk. D      | 8      | 22                                                                 | 8                                                                  | 5                                                                  | 9                                                                  | 40                                                                 | 40                                                                 | 0                                                                  | 21                                                                 | 8.                                                                 |                                                                    |                                                                    |
| 1986/87                      | Základní třída Brno-venkov – sk. B      | 10     | 22                                                                 | 9                                                                  | 3                                                                  | 10                                                                 | 38                                                                 | 45                                                                 | −7                                                                 | 21                                                                 | 7.                                                                 |                                                                    |                                                                    |
| 1987/88                      | Základní třída Brno-venkov – sk. B      | 10     | 20                                                                 | 9                                                                  | 3                                                                  | 8                                                                  | 41                                                                 | 37                                                                 | +4                                                                 | 21                                                                 | 6.                                                                 |                                                                    |                                                                    |
| 1988/89                      | Základní třída Brno-venkov – sk. B      | 10     | 22                                                                 | 15                                                                 | 2                                                                  | 5                                                                  | 50                                                                 | 28                                                                 | +22                                                                | 32                                                                 | 1.                                                                 |                                                                    |                                                                    |
| 1989/90                      | Okresní soutěž Brno-venkov – sk. B      | 9      | 26                                                                 | 8                                                                  | 5                                                                  | 13                                                                 | 36                                                                 | 49                                                                 | −13                                                                | 21                                                                 | 12.                                                                |                                                                    |                                                                    |
| 1990/91                      | Okresní soutěž Brno-venkov – sk. B      | 9      | 26                                                                 | 6                                                                  | 5                                                                  | 15                                                                 | 38                                                                 | 64                                                                 | −26                                                                | 17                                                                 | 13.                                                                |                                                                    |                                                                    |
| 1991/92                      | Okresní soutěž Brno-venkov – sk. B      | 9      | 26                                                                 | 8                                                                  | 2                                                                  | 16                                                                 | 33                                                                 | 73                                                                 | −4                                                                 | 18                                                                 | 11.                                                                |                                                                    |                                                                    |
| 1992/93                      | Okresní soutěž Brno-venkov – sk. B      | 9      | 26                                                                 | 11                                                                 | 8                                                                  | 7                                                                  | 40                                                                 | 33                                                                 | +7                                                                 | 31                                                                 | 5.                                                                 |                                                                    |                                                                    |
| Česko (1993 – 2013)          |                                         |        |                                                                    |                                                                    |                                                                    |                                                                    |                                                                    |                                                                    |                                                                    |                                                                    |                                                                    |                                                                    |                                                                    |
| Sezóny                       | Liga                                    | Úroveň | Z                                                                  | V                                                                  | R                                                                  | P                                                                  | VG                                                                 | OG                                                                 | +/−                                                                | B                                                                  | Pozice                                                             |                                                                    |                                                                    |
| 1993/94                      | Okresní soutěž Brno-venkov – sk. B      | 9      | 24                                                                 | 8                                                                  | 5                                                                  | 11                                                                 | 56                                                                 | 50                                                                 | +6                                                                 | 21                                                                 | 9.                                                                 |                                                                    |                                                                    |
| 1994/95                      | Okresní soutěž Brno-venkov – sk. B      | 9      | 26                                                                 | 10                                                                 | 5                                                                  | 11                                                                 | 44                                                                 | 60                                                                 | −16                                                                | 35                                                                 | 8.                                                                 |                                                                    |                                                                    |
| 1995/96                      | Okresní soutěž Brno-venkov – sk. B      | 9      | 24                                                                 | 8                                                                  | 9                                                                  | 7                                                                  | 35                                                                 | 32                                                                 | +3                                                                 | 33                                                                 | 6.                                                                 |                                                                    |                                                                    |
| ...                          |                                         |        |                                                                    |                                                                    |                                                                    |                                                                    |                                                                    |                                                                    |                                                                    |                                                                    |                                                                    |                                                                    |                                                                    |
| 1999/00                      | Okresní soutěž Brno-venkov – sk. B      | 9      | 30                                                                 | 9                                                                  | 3                                                                  | 18                                                                 | 39                                                                 | 54                                                                 | −15                                                                | 30                                                                 | 13.                                                                |                                                                    |                                                                    |
| 2000/01                      | Okresní soutěž Brno-venkov – sk. B      | 9      | 26                                                                 | 6                                                                  | 5                                                                  | 15                                                                 | 37                                                                 | 71                                                                 | −34                                                                | 23                                                                 | 12.                                                                |                                                                    |                                                                    |
| 2001/02                      | Okresní soutěž Brno-venkov – sk. B      | 9      | 26                                                                 | 9                                                                  | 3                                                                  | 14                                                                 | 48                                                                 | 55                                                                 | −7                                                                 | 30                                                                 | 9.                                                                 |                                                                    |                                                                    |
| 2002/03                      | Okresní soutěž Brno-venkov – sk. B      | 9      | 26                                                                 | 10                                                                 | 4                                                                  | 12                                                                 | 43                                                                 | 55                                                                 | −12                                                                | 34                                                                 | 9.                                                                 |                                                                    |                                                                    |
| 2003/04                      | Okresní soutěž Brno-venkov – sk. B      | 9      | 26                                                                 | 7                                                                  | 6                                                                  | 13                                                                 | 35                                                                 | 56                                                                 | −21                                                                | 27                                                                 | 11.                                                                |                                                                    |                                                                    |
| 2004/05                      | Okresní soutěž Brno-venkov – sk. B      | 9      | 26                                                                 | 9                                                                  | 3                                                                  | 14                                                                 | 45                                                                 | 58                                                                 | −13                                                                | 30                                                                 | 9.                                                                 |                                                                    |                                                                    |
| 2005/06                      | Okresní soutěž Brno-venkov – sk. B      | 9      | 26                                                                 | 6                                                                  | 5                                                                  | 15                                                                 | 43                                                                 | 67                                                                 | −24                                                                | 23                                                                 | 12.                                                                |                                                                    |                                                                    |
| 2006/07                      | Okresní soutěž Brno-venkov – sk. B      | 9      | 26                                                                 | 10                                                                 | 5                                                                  | 11                                                                 | 46                                                                 | 50                                                                 | −4                                                                 | 35                                                                 | 7.                                                                 |                                                                    |                                                                    |
| 2007/08                      | Okresní soutěž Brno-venkov – sk. B      | 9      | 26                                                                 | 13                                                                 | 1                                                                  | 12                                                                 | 56                                                                 | 58                                                                 | −2                                                                 | 40                                                                 | 5.                                                                 |                                                                    |                                                                    |
| 2008/09                      | Okresní soutěž Brno-venkov – sk. B      | 9      | 24                                                                 | 18                                                                 | 5                                                                  | 1                                                                  | 80                                                                 | 26                                                                 | +54                                                                | 59                                                                 | 1.                                                                 |                                                                    |                                                                    |
| 2009/10                      | Okresní přebor Brno-venkov              | 8      | 26                                                                 | 6                                                                  | 3                                                                  | 17                                                                 | 29                                                                 | 59                                                                 | −30                                                                | 21                                                                 | 14.                                                                |                                                                    |                                                                    |
| 2010/11                      | Okresní soutěž Brno-venkov – sk. B      | 9      | 26                                                                 | 10                                                                 | 2                                                                  | 14                                                                 | 55                                                                 | 62                                                                 | −7                                                                 | 32                                                                 | 10.                                                                |                                                                    |                                                                    |
| 2011/12                      | Okresní soutěž Brno-venkov – sk. B      | 9      | 26                                                                 | 11                                                                 | 2                                                                  | 13                                                                 | 56                                                                 | 53                                                                 | +3                                                                 | 35                                                                 | 10.                                                                |                                                                    |                                                                    |
| 2012/13                      | Okresní soutěž Brno-venkov – sk. B      | 9      | 24                                                                 | 12                                                                 | 4                                                                  | 8                                                                  | 42                                                                 | 36                                                                 | +6                                                                 | 40                                                                 | 4.                                                                 |                                                                    |                                                                    |
| 2013/14                      | Okresní soutěž Brno-venkov – sk. B      | 9      | B-mužstvo bylo po podzimu odhlášeno, jeho výsledky byly anulovány. | B-mužstvo bylo po podzimu odhlášeno, jeho výsledky byly anulovány. | B-mužstvo bylo po podzimu odhlášeno, jeho výsledky byly anulovány. | B-mužstvo bylo po podzimu odhlášeno, jeho výsledky byly anulovány. | B-mužstvo bylo po podzimu odhlášeno, jeho výsledky byly anulovány. | B-mužstvo bylo po podzimu odhlášeno, jeho výsledky byly anulovány. | B-mužstvo bylo po podzimu odhlášeno, jeho výsledky byly anulovány. | B-mužstvo bylo po podzimu odhlášeno, jeho výsledky byly anulovány. | B-mužstvo bylo po podzimu odhlášeno, jeho výsledky byly anulovány. | B-mužstvo bylo po podzimu odhlášeno, jeho výsledky byly anulovány. | B-mužstvo bylo po podzimu odhlášeno, jeho výsledky byly anulovány. |
| ...                          |                                         |        |                                                                    |                                                                    |                                                                    |                                                                    |                                                                    |                                                                    |                                                                    |                                                                    |                                                                    |                                                                    |                                                                    |
| 2023/24                      | Základní třída Brno-venkov              | 10     | 26                                                                 | 15                                                                 | 5                                                                  | 6                                                                  | 98                                                                 | 48                                                                 | +50                                                                | 50                                                                 | 4.                                                                 |                                                                    |                                                                    |
| 2024/25                      | 10. liga (IV. třída okresu Brno-venkov) | 10     | 24                                                                 | 16                                                                 | 3                                                                  | 5                                                                  | 90                                                                 | 36                                                                 | +54                                                                | 51                                                                 | 3.                                                                 |                                                                    |                                                                    |

Poznámky:
- 2024/25: Zastávečtí postoupili mimořádně.